# The Last Fight (canción)
«The Last Fight» es una canción del supergrupo Velvet Revolver, perteneciente al álbum Libertad. Fue lanzada como el segundo sencillo del álbum, después de She Builds Quick Machines. Esta canción está en el puesto 62 de las 100 mejores canciones de 2007 según la revista Rolling Stone.
Esta canción es un homenaje al hermano pequeño de Scott Weiland, que murió de sobredosis.

## Videoclip
El 3 de agosto, la banda filmó el videoclip de "The Last Fight" en el Los Angeles Theather. El video fue dirigido por Rocco Guarino, y se estrenó en Yahoo! el 28 de agosto. Primero, aparece un cielo nublado, y se muestra a Matt Sorum tocando un tambor, entonces, se muestra a Scott Weiland tocando el piano y escribiendo un libro, que contiene la letra de la canción. Luego se le ve tocando con el resto de la banda. Una mujer en topless está leyendo el libro, se pone una chaqueta militar roja y va a una habitación con varias personas sentadas en sillas contra la pared, las cuales están con los ojos vendados. Cuando todo el mundo se quita las vendas, se ponen a andar y entran en la habitación donde está la banda. Slash toca una ES-335 en este video, en lugar de su usual Les Paul. 
Otra versión del video simplemente muestra a la banda tocando en una habitación.

## Personal
- Scott Weiland - vocal principal, teclados
- Slash - guitarra principal
- Dave Kushner - guitarra rítmica, vocales de fondo
- Duff McKagan - bajo, vocales de fondo
- Matt Sorum - batería, percusión, vocales de fondo

## Posicionamiento
| Lista (2007)                            | Posición |
| --------------------------------------- | -------- |
| Canadá (Canadian Hot 100)               | 72       |
| Estados Unidos (Mainstream Rock Tracks) | 16       |